# 八一足球隊
八一足球隊（簡:八一足球队、英：Bayi Football Team）は、中国人民解放軍により結成されていたサッカークラブである。かつてはトップリーグの甲A（現在の中国スーパーリーグに相当）に参戦していた。
1951年創設された中国サッカー史上最も古いクラブの一つである。当初は北京を本拠地としていた。名称の八一とは中国人民解放軍の創設記念日である1927年8月1日による。
1986年まで国内タイトルを5回獲得した古豪であり、数多くの中国代表を育てた。
1994年から始まった全国リーグでは1部リーグ（甲A級）に参加したが、人民解放軍のクラブであるために外国人選手の加入やスポンサーの獲得が困難であることから苦戦を続けていた。また財政上の理由から数年おきに太原市、石家庄市、西安市、昆明市、湘潭市などに本拠地を移動させていた。そして2003年限りで解散し50年近い歴史の幕を閉じた。

## クラブ名の変遷
- 1951年-1998年 ： 八一足球隊
- 1999年-2000年 ： 八一金穂
- 2000年-2002年 ： 八一振邦
- 2003年　　　　　 ： 八一湘潭

## 歴代所属選手
- 賈秀全
- 郝海東
- 江津